# Jaeger (entreprise)
Pour les articles homonymes, voir Jaeger.
Jaeger est une entreprise britannique de vêtement, créée en 1884 par Lewis Tomalin,. Sa dénomination est repris de Gustav Jäger et de ses travaux.
En 2009, l'enseigne comptait 90 magasins au Royaume-Uni dont un principal dans Regent Street.
De janvier 2010 à novembre 2012, le créateur Joe Bates, l'un des fondateurs de la marque londonienne Sibling, sera nommé responsable du design.
En janvier 2021, Marks & Spencer annonce l'acquisition de Jaeger, pour un montant non dévoilé.